# Kim Ji-yeon
Kim Ji-yeon (Busan, 12 de março de 1988) é uma esgrimista sul-coreana que conquistou uma medalha de ouro nos Jogos de Olímpicos de Londres de 2012, na competição do sabre individual.